# Jegielnica
Jegielnica est une localité polonaise de la gmina de Korfantów située dans le powiat de Nysa en voïvodie d'Opole.